# Латеральные верхние вены таламуса
Латеральные верхние вены таламуса (лат. venae laterales superiores thalami) - это, согласно определению Б. Шлезингера, вены, дренирующие (отводящие кровь) от латеральных верхних частей таламуса.
Согласно определению Шлезингера, латеральные верхние вены таламуса впадают в верхнюю таламостриарную вену. В противоположность им, латеральные нижние вены таламуса (venae laterales inferiores thalami) впадают в базальную вену (вену Розенталя) или в один из её межножковых притоков.
К латеральной верхней подгруппе вен таламуса Шлезингер относил следующие вены:
- Парные латеродорсальные вены таламуса (venae latero-dorsales thalami) собирают кровь от латеродорсальных ядер соответствующих половинок таламуса, и впадают в верхнюю таламостриарную вену.[1]